# شوتینگ بریک
شوتینگ بریک (به انگلیسی: Shooting-brake) واژه‌ای برای توصیف نوعی از بدنه خودرو است. این واژه ریشه در نام واگن‌های کشیده‌شده به‌وسیلهٔ اسب دارد که در دههٔ ۱۸۹۰ میلادی برای جابجایی گروه‌های تیراندازی به همراه تجهیزات و شکارهای آن‌ها مورد استفاده قرار می‌گرفت.
اولین خودروهای شوتینگ بریک در اوایل سدهٔ ۱۹۰۰ میلادی در بریتانیا تولید شدند. این نوع بدنهٔ خودرو در دهه‌های ۱۹۲۰ و ۱۹۳۰ میلادی محبوبیت بیشتری کسب کرد و خودروهایی با این نوع بدنه توسط خودروسازان به تولید رسیدند و سازندگان بدنهٔ خودرو نیز به ارائه آن در قالب یک پکیج تغییر بدنه پرداختند. این اصطلاح از دههٔ ۱۹۳۰ در بریتانیا به‌طور مشترک با اصطلاح خودروی استیت (به انگلیسی: Estate car) برای اشاره به این نوع خودروها مورد استفاده گرفت، اما برای سال‌های زیادی کاربرد رسمی نداشت و در جایگزین شدن با واژهٔ استیت فراز و نشیب‌هایی را تجربه کرد.
از دههٔ ۱۹۶۰ میلادی، این واژه مورد تکامل واقع شد و از آن برای توصیف خودروهایی که ترکیبی از عناصر خودروهای استیشن واگن و خودروهای کوپه در طراحی آن‌ها وجود داشت، و ممکن بود حتی ارجاعی به استفادهٔ گروه‌های شکار از این واژه در گذشته نیز نداشته‌باشند، استفاده شد. در طول دههٔ ۱۹۶۰ و اوایل دههٔ ۱۹۷۰، برخی خودروسازان سرشناس اروپایی به تولید نسخه‌های دو در شوتینگ بریک از خودروهای اسپورت تولیدی خود پرداختند.
از جمله خودروهایی که از اواسط دههٔ ۱۹۹۰ تاکنون در قالب خودروی شوتینگ بریک نیز به تولید رسیده‌اند، می‌توان به مرسدس-بنز سی‌ال‌اس (شوتینگ بریک ایکس۲۱۸) و پورشه پانامرا (اسپورت توریزمو) اشاره کرد.

## واگن‌های کشیده‌شده به‌وسیله اسب

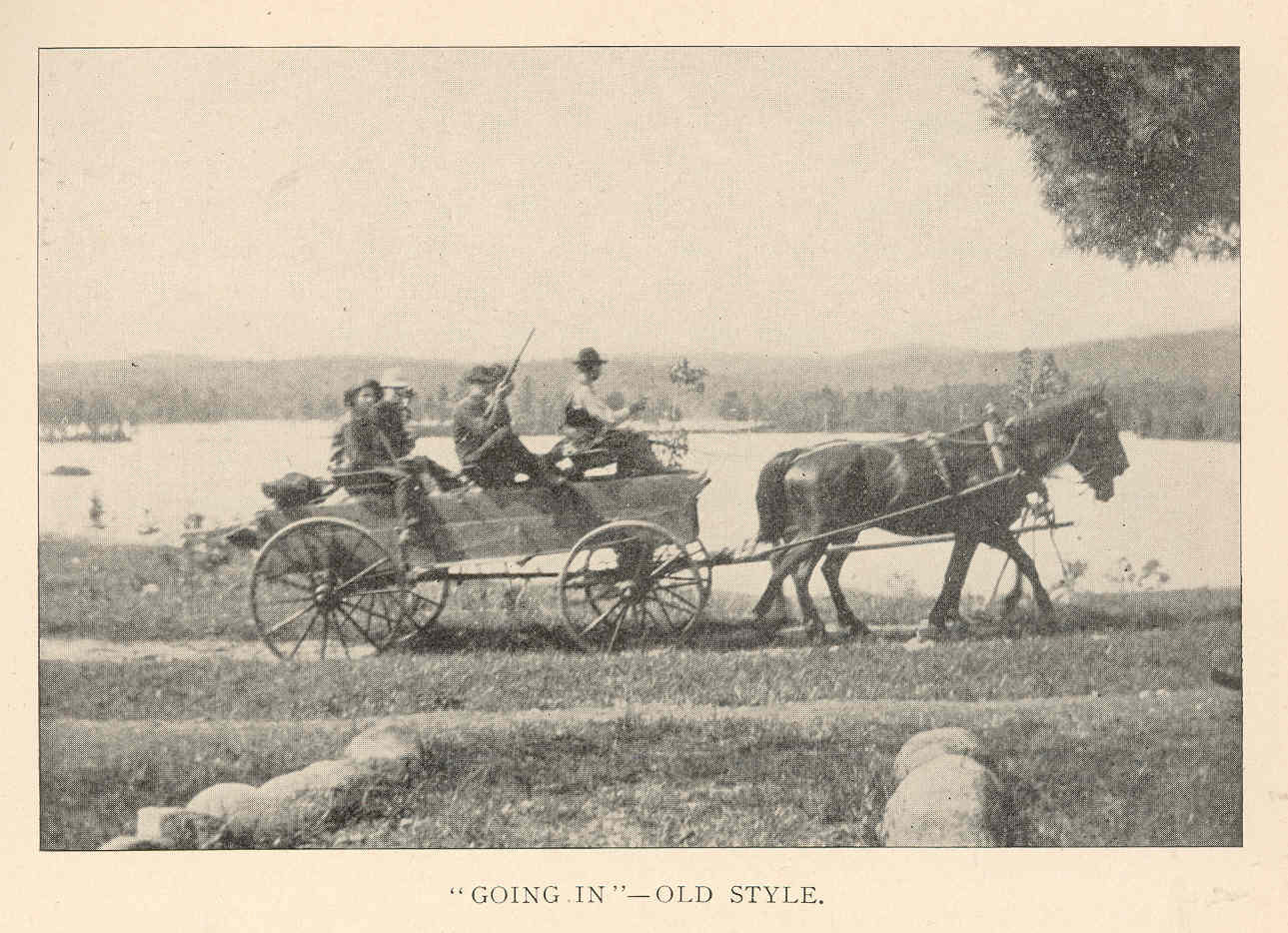
یک گاری شوتینگ بریک کشیده شده بوسیلهٔ اسب در سال ۱۹۰۳ میلادی (تصویر از کمیسیون ماهی و شکار نیویورک)

همانند بسیاری از انواع ابتدایی بدنهٔ خوردوها، شوتینگ بریک در اصل نوعی وسیله نقلیه کشیده‌شده بوسیله اسب بوده‌است. واژهٔ «بریک» (به انگلیسی: Brake) در واقع به یک شاسی گفته می‌شد که به بدن اسب‌های تازه‌نفس جهت رام کردن آن‌ها متصل می‌شد. با این حال ریشهٔ اصلی این اصطلاح ناشناخته است. این امکان وجود دارد که ریشهٔ این واژه به اصطلاح «بریک» (به هلندی: Brik)، که در زبان هلندی به معنی «ارابه» یا «کالسکه» بازگردد. پهنهٔ استفاده از این واژه بعداً گسترده‌تر شد و به‌طور کلی برای اشاره به واگن‌ها مورد استفاده قرار گرفت.
شوتینگ بریک، که استفاد از آن در دههٔ ۱۸۹۰ در انگلستان آغاز شد، یک گاری (به‌طور مشخص‌تر، نوعی گاری کوچک) بود که برای جابجایی گوشت‌های شکار، اسلحه‌ها و مهمات در سفرهایی به قصد شکار مورد استفاده قرار می‌گرفت.

## در خودروها

### دههٔ ۱۹۰۰ تا ۱۹۵۰

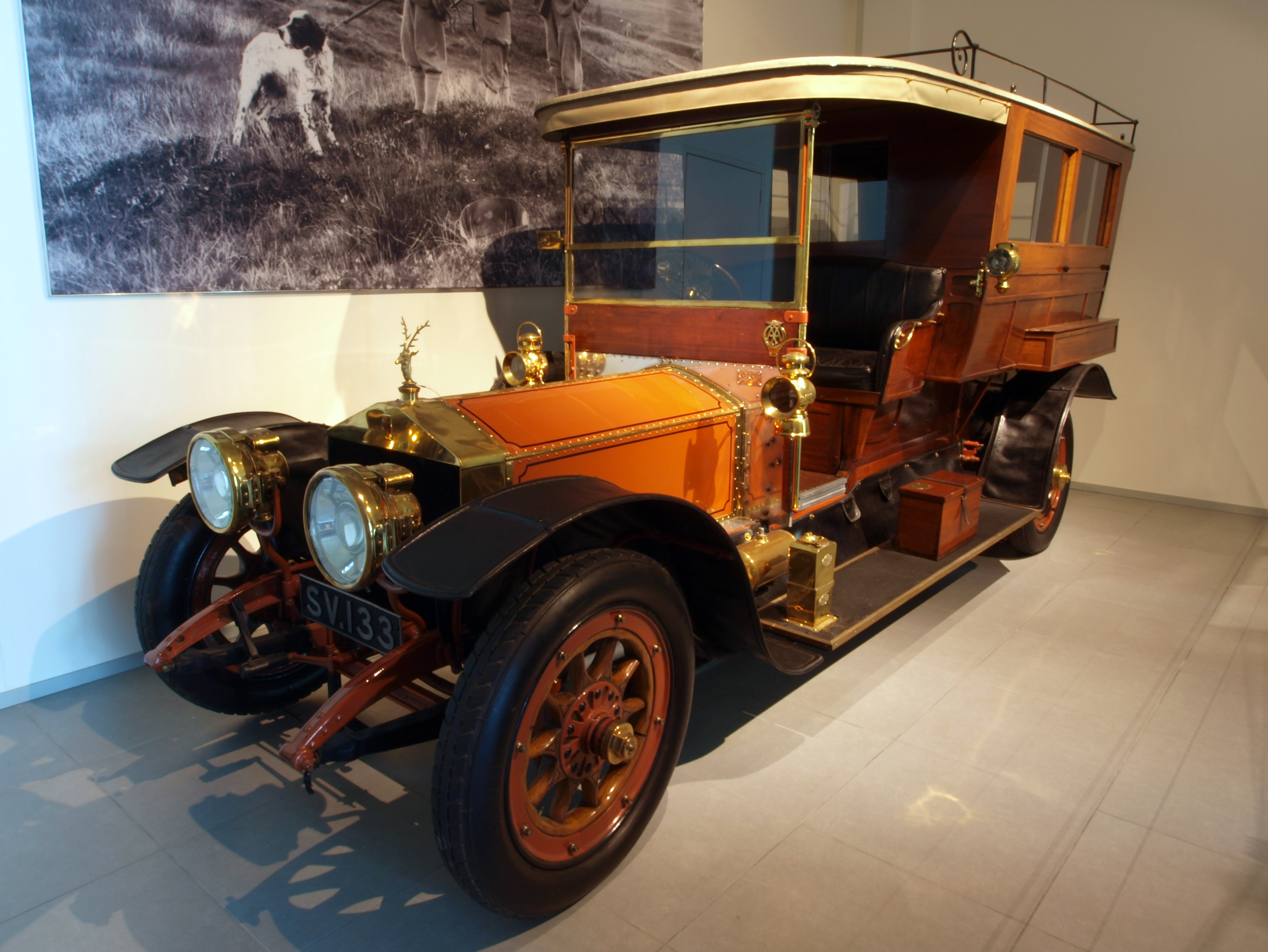
رولزرویس سیلور گوست شوتینگ بریک، ۱۹۱۰

در اوایل دههٔ ۱۹۰۰، آلبیون موتورز اسکاتلندی شروع به تولید مدل‌های شوتینگ بریک کرد. این مدل‌ها در مجلهٔ هفتگی کامرشیال موتور اینگونه توصیف شدند: «دارای صندلی برای هشت بعلاوهٔ راننده، با قابلیت حمل مقدار زیادی مهمات، سبدهای تدارکات، و یک کیسه آذوقه».
هادسن مدل ۳۳ نیز در انگلستان به عنوان یک خودروی شوتینگ بریک شناخته می‌شد. بر این مبنا که «... این خودرو همچنین می‌تواند برای جابجایی شکارچیان با مقصد یا مبدأ منطقهٔ شکار، و بازگرداندن گوشت شکار مورد استفاده قرار گیرد».
خودروهای سیاحتی موتوری اولیه، که فاقد شیشه و در بودند نیز با عنوان شوتینگ بریک شناخته می‌شدند. «پارچهٔ کرباسی در شرایط بد جوی به سقف متصل می‌شد، این خودروهای سنگین بوده، در شرایط مناسب جوی دارای راحتی خوبی بودند، و از آنجا که شلیک از داخل خودرو مجاز نبود، امکان خروج بی‌صدا و سریع از خودرو را فراهم می‌کردند».
در طول دهه‌های ۱۹۲۰ و ۱۹۳۰، خودروهای شوتینگ بریک در انگلستان محبوبیت زیادی کسب کردند و توسط خودروسازان در قالب خودروی شوتینگ بریک، یا توسط تولیدکنندگان بدنهٔ خودرو در قالب پکیج تغییر بدنه به تولید می‌رسیدند. از آنجا که کاربرد این نوع خودروها از جابجایی گروه‌ّای شکار به سایر کاربرهای خانگی نظیر جابجایی مسافران و چمدان‌های آن‌ها از ایستگاه‌های قطار گسترش پیدا کرد، مصرف واژهٔ «خودروی استیت» برای اشاره به این خودروها از شوتینگ بریک پیشی گرفت.

### دههٔ ۱۹۶۰ تا ۱۹۹۰
در طول دههٔ ۱۹۶۰ و اوایل دههٔ ۱۹۷۰، برخی خودروسازان سرشناس اروپایی به تولید نسخه‌های دو در شوتینگ بریک از خودروهای اسپورت تولیدی خود پرداختند. این نسخه‌ها شامل سان‌بیم آلپاین شوتینگ بریک ۱۹۶۰ و استون مارتین دی‌بی۵ شوتینگ بریک ۱۹۶۵ می‌شدند. سان‌بیم آلپاین مدل سال ۱۹۶۶ یک مدل سه در با تولید محدود بر اساس مدل دو در کروکی اسپورت این خودرو بود که با تودوزی چرمی و تزئینات داخلی از جنس چوب گردو ارائه شد. این خودرو که به عنوان یک خودروی شوتینگ بریک به بازار عرضه شد، دارای قیمت دو برابری نسبت به مدل کروکی خود بود. مدل‌های شوتینگ بریک خودرهای دی‌بی۵، دی‌بی۶، و دی‌بی‌اس شرکت استون مارتین از سال ۱۹۶۵ تا ۱۹۶۷ به‌صورت سفارشی توسط شرکت بدنه‌سازی هارولد رادفورد به تولید رسیدند.
در سال ۱۹۹۲ شرکت استون مارتین، نسخهٔ شوتینگ بریک خودروی ویراژ/ونتیج خود را به‌صورت دست‌ساز و به تعداد محدود تولید کرد.
خودروهایی دیگری که به‌طور مشترک از عناصر خودروهای استیشن واگن و کوپه در طراحی بدنه برخوردار بودند، به عنوان خودروی شوتینگ بریک مورد اشاره قرار گرفتند، اما در بازار هرگز رسماً با این نام شناخته نشدند. این خودروها شامل رلیانت سیمیتار جی‌تی‌ئی (۱۹۶۸–۱۹۷۵)، ولوو پی۱۸۰۰ ئی‌اس (۱۹۷۲–۱۹۷۳)، و ولوو ۴۸۰ (۱۹۸۶–۱۹۹۵) می‌شدند.

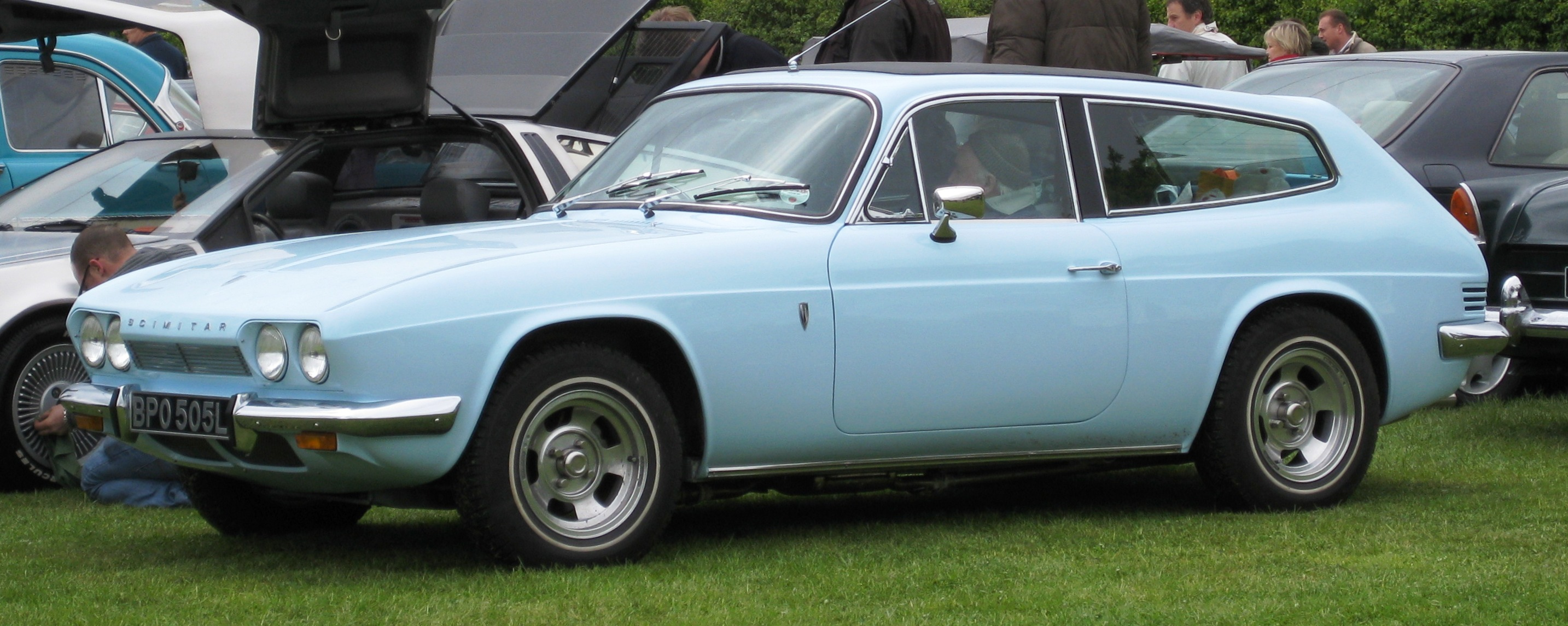
رلیانت سیمیتار جی‌تی‌ئی (۱۹۶۸–۱۹۷۵)
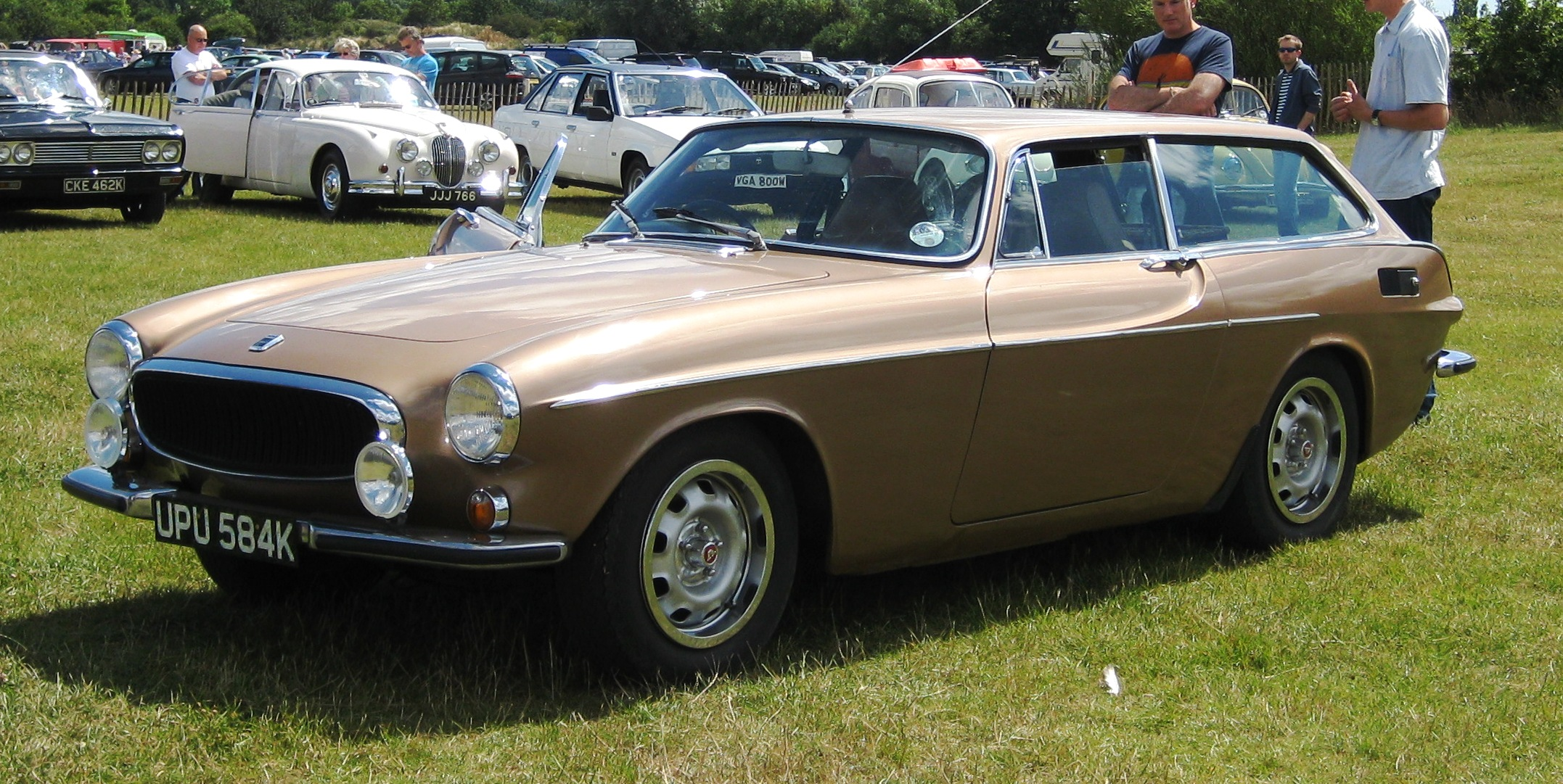
ولوو ۱۸۰۰ئی‌اس (۱۹۷۲–۱۹۷۳)
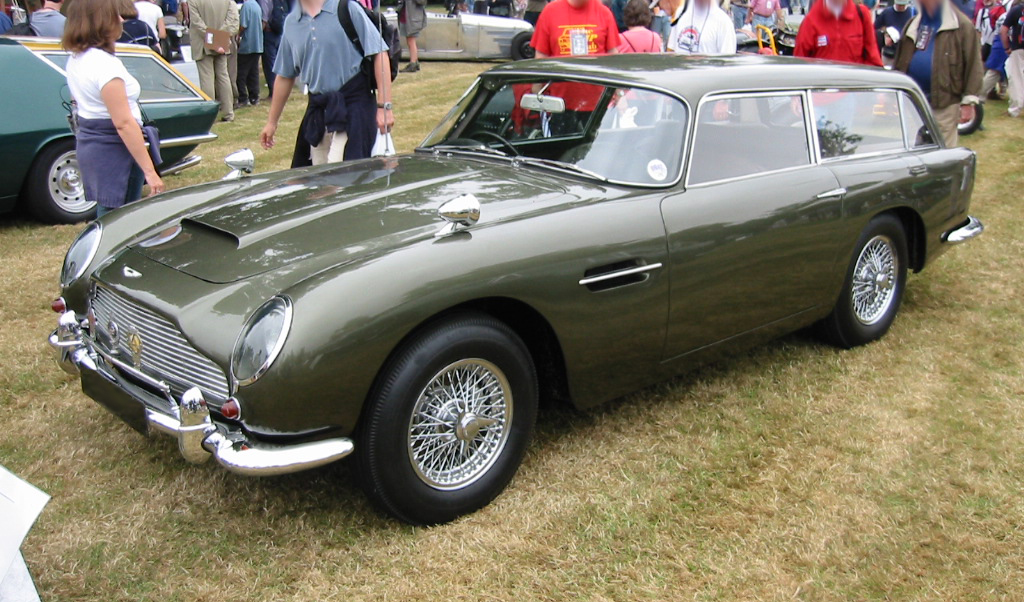
استون مارتین دی‌بی۵ شوتینگ بریک (۱۹۶۵–۱۹۷۱)

### دههٔ ۲۰۰۰ تا کنون
اصطلاح شوتینگ بریک، که از اواسط دههٔ ۱۹۷۰ به فراموشی سپرده شده‌بود، در سال ۲۰۰۴ و با معرفی مدل مفهومی شورولت نوماد دوباره بر سر زبان‌ها افتاد. پس از معرفی این خودرو توسط شورولت، شرکت آئودی در سال ۲۰۰۵ و در نمایشگاه خودروی توکیو مدل مفهومی آئودی شوتینگ بریک را معرفی کرد. اولین خودروی شوتینگ بریک که در قرن بیست و یکم به مرحلهٔ تولید و عرضه در بازار رسید، مرسدس-بنز کلاس-سی‌ال‌اس شوتینگ بریک (ایکس۲۱۸) بود که پیش‌نمونهٔ آن با عنوان خودروی مفهومی شوتینگ بریک در اتو چاینا به نمایش درآمده‌بود. این خودرو دارای چهار در برای ورود و خروج سرنشینان بود که این موضوع با بعضی مشخصه‌های خودروهای شوتینگ بریک، که به‌طور ذاتی دارای دو در برای سرنشینان بودند، در تضاد بود. در سال ۲۰۱۵، شرکت مرسدس-بنز با معرفی مدل کوچک‌تر کلاس-سی‌ال‌ای، این خودرو را به مجموعهٔ مدل‌های شوتینگ بریک خود اضافه کرد. از دیگر خودروهای شوتینگ بریک معرفی شده در دههٔ ۲۰۱۰، می‌توان به پورشه پانامرا اسپورت توریزمو ۲۰۱۸ اشاره کرد.
خودروهای متعدد دیگری از سوی ژورنالیست‌ها با عنوان شوتینگ بریک مورد اشاره قرار گرفته‌اند. این خودروها، مواردی همچون ب‌ام‌و زد۳ کوپه (و مدل مرتبط ام کوپه) سال ۱۹۹۸، دوج مگنوم استیشن واگن ۲۰۰۵، خودروی مفهومی رنو آلتیکا ۲۰۰۶، مینی کلابمن ۲۰۰۸، خودروی مفهومی فیسکر سرف ۲۰۱۱، و فراری اف‌اف ۲۰۱۱ را شامل می‌شوند.

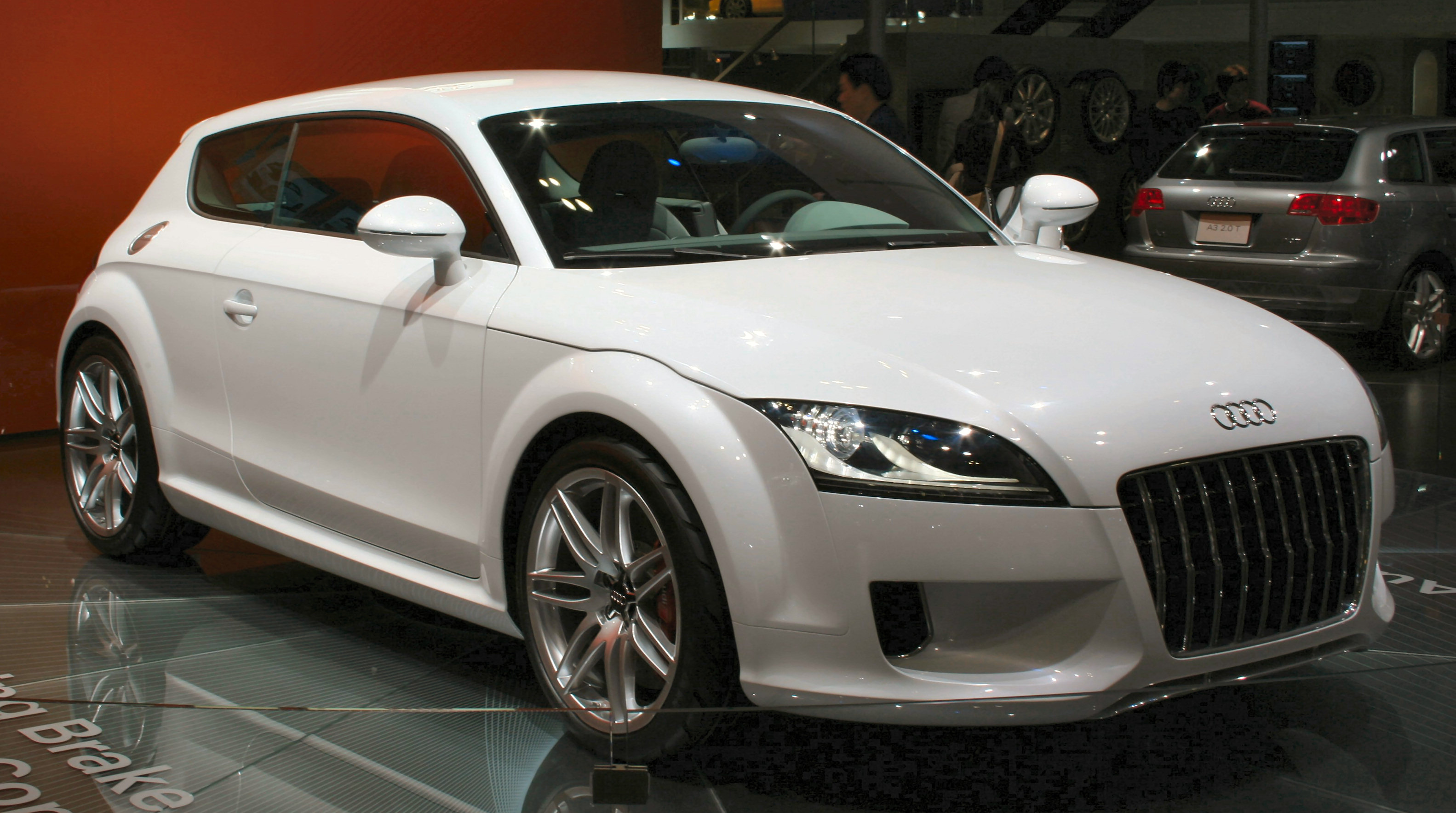
آئودی شوتینگ بریک مفهومی ۲۰۰۵
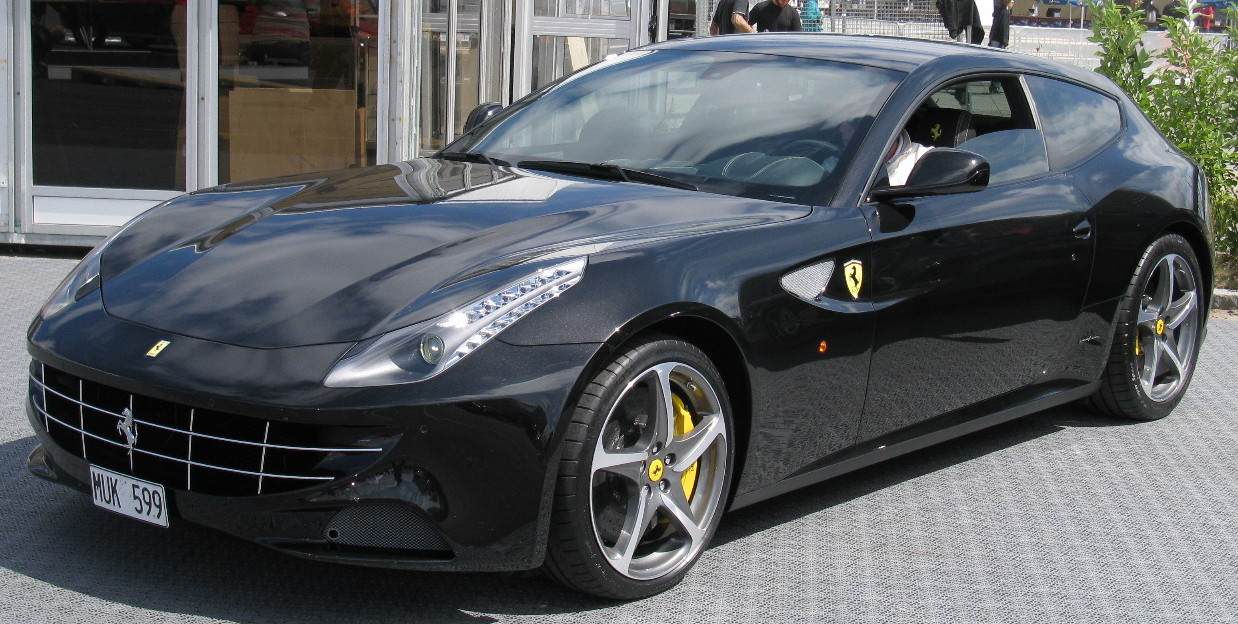
فراری اف‌اف ۲۰۱۱
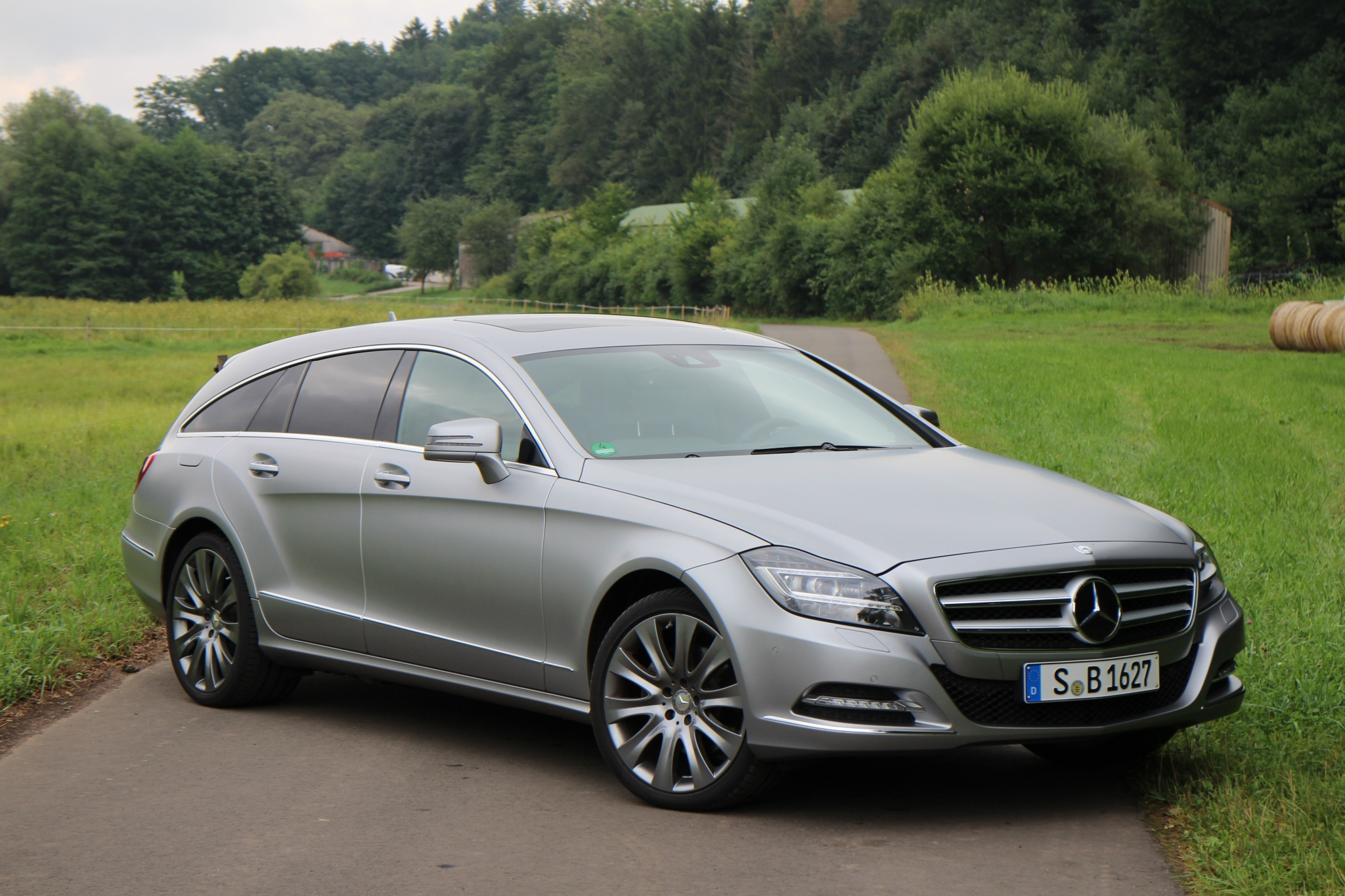
مرسدس-بنز سی‌ال‌اس شوتینگ بریک ۲۰۱۳
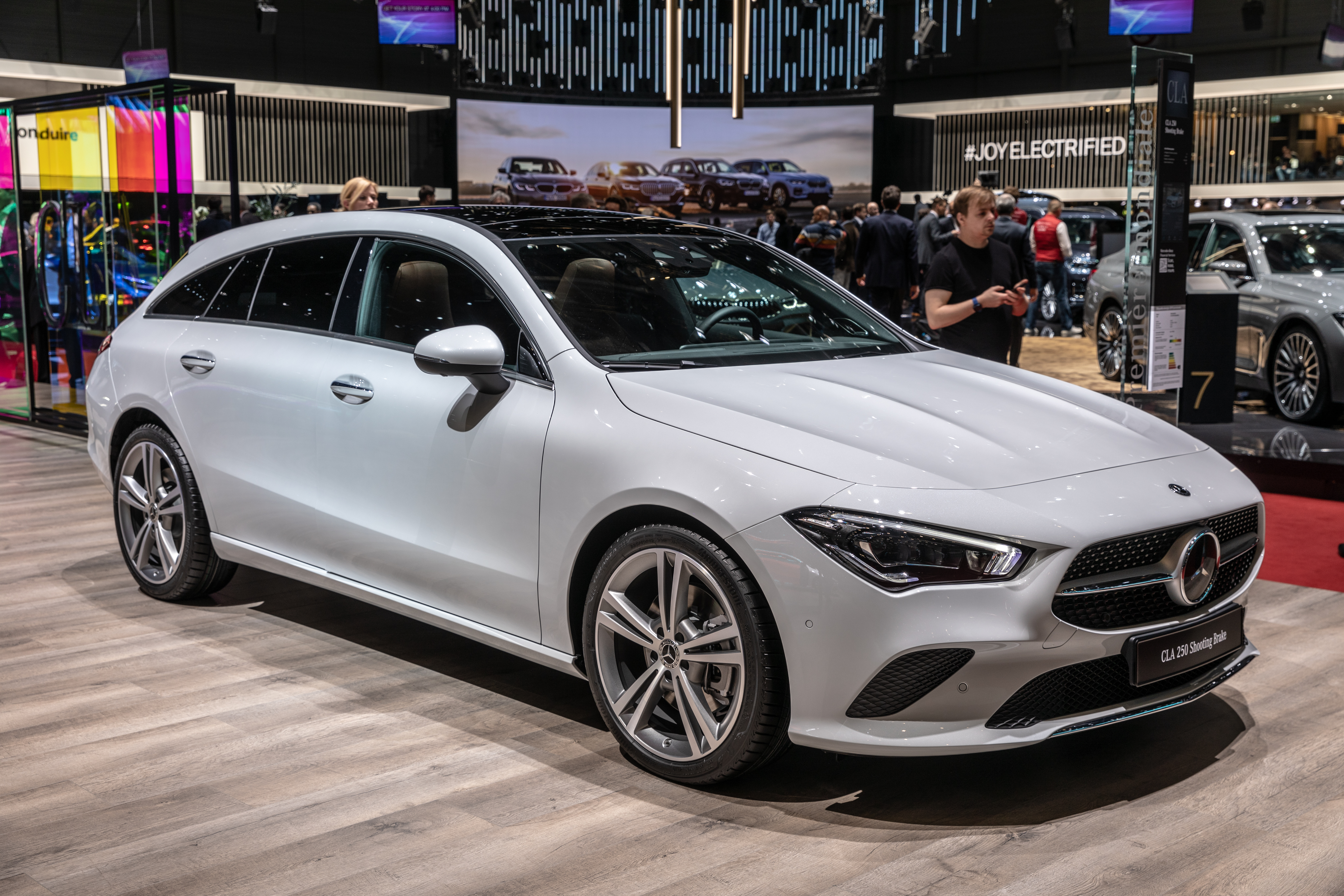
مرسدس-بنز سی‌ال‌ای شوتینگ بریک (ایکس۱۱۸)

## تعریف امروزی
هیچ تعریف عمومی و مورد توافقی برای خودروهای شوتینگ بریک وجود ندارد؛ با این حال ریشه‌های متداول آن، انواع بدنهٔ کوپه و استیشن واگن، و کاربرد تاریخی آن در اشاره به وسایل نقلیه مورد استفادهٔ شکارچیان در سفرهای شکاری است. این سبک بدنه با عبارات زیر توصیف شده‌است:
- «یک واگن صیقلی با دو در و نمای خودروی اسپورت، که تصویر آن با شکار روباه، زوزهٔ سگ‌های شکاری، و اشرافی‌گری اروپایی درآمیخته است».[۷]
- «حد وسط یک خودروی استیت و خودروی کوپه».[۵۰]
- «اساساً یک استیشن واگن دو در».[۵۱]
- یک واژهٔ قابل مبادله برای خودروهای استیت (استیشن واگن).[۴][۳][۵][۵۲][۲] در فرانسه، خودروهای استیشن واگن با عنوان برِک (به انگلیسی: break) به فروش می‌رسند. این خودروها پیشتر با نام برک دو شاسه (به فرانسوی: break de chasse) شناخته می‌شدند که به معنی «تنفس در بین زمان شکار» بود.[۵۳]
- یک سبک بدنه با «نمای بسیار جذاب. این نوع خودرو کمی بهتر از خودروهای کوپهٔ عادی از فضایی که در جاده اشغال می‌کند، بهره برده، و برای سرنشین عقب فضای سر مناسبی فراهم می‌کند… به‌ویژه در آمریکا، هر یک از اعضای خانواده یک خودروی شخصی دارد، و استفادهٔ بهینه از صندلی عقب به این معنی است که یکی از این خودروها می‌تواند شوتینگ بریک باشد، هرچند که چنین خودروی واگنی ممکن است فاقد کارایی روزانهٔ چهار در برای سرنشینان باشد».[۷]
- خودرویی که تصور می‌شود «برای بردن آقایان به شکار به همراه اسلحه‌ها و سگ‌هایشان کاربرد دارد…» و «با وجود اینکه روزهای شکوهمند آن به پیش از جنگ جهانی دوم بازمی‌گردد، و در دهه‌های اخیر از صحنه محو شده‌است، این سبک بدنه نمایانگر نشانه‌هایی از یک رنسانس است». (تا سال ۲۰۰۶)[۷] «محبوب‌ترین خودروهای شوتینگ بریک دارای بدنه‌های سفارشی دو در بودند که بر روی شاسی خودروهای با اصالت نصب می‌شد».[۷]